# Raleigh, Mississippi
Raleigh là một thành phố thuộc quận Smith, tiểu bang Mississippi, Hoa Kỳ. Năm 2010, dân số của thành phố này là 1 462 người.

## Dân số
- Dân số năm 2000: 1 254 người.
- Dân số năm 2010: 1 462 người.